# کامرون اینترنشنال

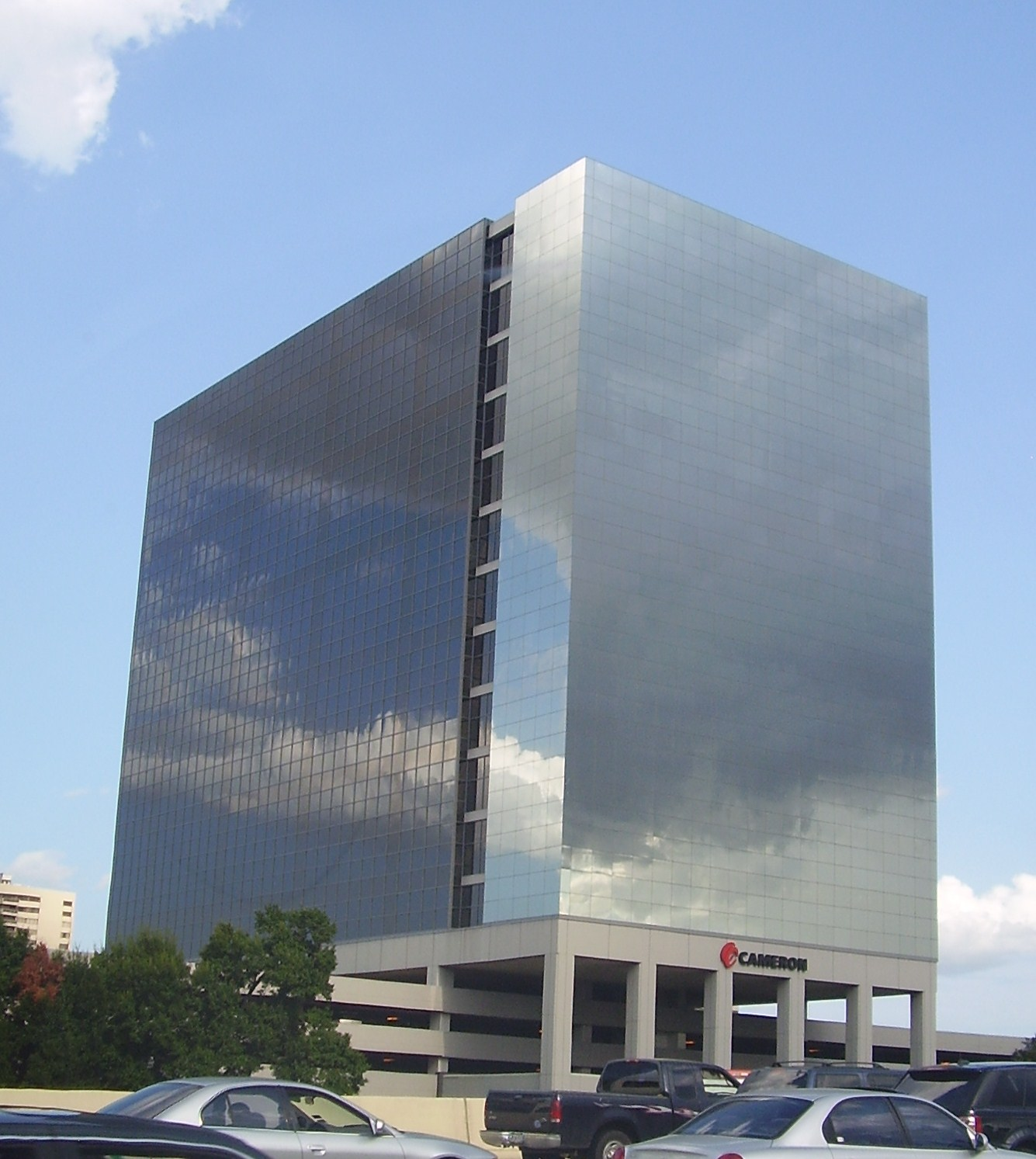
ساختمان مرکزی شرکت کامرون اینترنشنال، در هیوستون، تگزاس

کامرون اینترنشنال (انگلیسی : Cameron International) (سابقاً شرکت کوپر کامرون) شرکت نفتی آمریکایی است، که ساختمان مرکزی آن، در هیوستون، تگزاس قرار دارد.
این شرکت، در فهرست فورچون ۵۰۰ بوده و یک کمپانی تخصصی حفاری و عملیات سرچاهی است. کمپانی کامرون ارائه دهنده خدماتی چون کنترل فشار، سیستم‌های پردازش، کنترل جریان، سیستم‌های فشرده سازی و همچنین مدیریت پروژه در صنایع نفت و گاز می‌باشد.
در حال حاضر، تعداد کارکنان شرکت کامرون اینترنشنال؛ در حدود ۲۰،۰۰۰ نفر است. نام این کمپانی در سال ۲۰۰۶ از کوپر کامرون کورپوریشن به‌طور رسمی، به کامرون اینترنشنال تغییر یافت.